# Nyjah Huston
Pour les articles homonymes, voir Huston.
Nyjah Huston (né le 30 novembre 1994) est un skateur professionnel natif de Davis, Californie, États-Unis. Il a remporté la médaille de bronze aux Jeux olympiques d'été de 2024 à Paris.

## Biographie
Il a débuté la pratique du sport à environ 5 ans, et a su évoluer très rapidement au point d'être médiatisé dès son plus jeune âge. En 2005, Huston arrive premier au Am Getting Paid contest à Montréal. Puis, il a l'honneur d'avoir la dernière part de la vidéo Elementality Volume 1 (2005).
Il a ensuite disputé les X Games à 11 ans (11 février 2006), devenant là aussi le plus jeune compétiteur de l'histoire de la compétition. Huston y prend la 2e place derrière Ryan Sheckler. En 2008, il gagne le Contest Tampa Amateur.
En 2010, Nyjah remporte la Street League. Il est repassé professionnel chez Élément Skateboards en janvier 2011. En mai 2011, Nyjah gagne une étape de la Street League devant Shane O'Neill et Chaz Ortiz et gagne aussi the Monster Energy Best Trick Award. En juin 2011, Nyjah remporte pour la troisième fois une étape de la Street League devant Chris Cole et Chaz Ortiz. En juillet 2011, Huston prend le dessus de la troisième manche de Street League. Il gagne aussi la 17e édition des X games. Les nollies to crook grind qu'il a exécuté lors de sa participation à la Street League 2011 ont inspiré beaucoup de skateurs.
En 2012, Nyjah Huston remporte le premier stop de la Street League à Kansas City. Il obtient également la médaille d'or aux X Games Europe 2016 à Oslo, devançant Shane O'Neill et Luan Oliveira.
Nyjah est aussi représenté dans le jeu vidéo Tony Hawk's Project 8 et Tony Hawk's Proving Ground. Il a créé sa propre marque de skateboard I&I Skateboards en 2009 avec l'aide de son père, puis celle-ci est arrêtée lorsque Nyjah réintègre l'équipe Element en 2011.
En 2021, Nyjah Huston a été aux Jeux olympiques de Tokyo 2020, il était considéré comme le favori de l'équipe des États-unis, mais il est arrivé en 7e position.
En 2021, Nyjah Huston sort sa marque de skateboard, s'intitulant Disorder. Cette compagnie vend des skateboard de 8 pouces de large jusqu'à 8,5 pouces de large. Les publicités de cette marque se font principalement sur internet, sur Youtube et sur le compte Instagram personnel de Nyjah Huston.
En juin 2024, il se qualifie à Budapest pour les Jeux olympiques de Paris 2024 pour l'épreuve de Street masculin dans laquelle il remporte une médaille de bronze,.

## Polémiques
En juin 2013, il déclare lors d'une interview : « Pourquoi les filles participent aux concours de skate downhill (descente) ? Personnellement, certaines d'entre elles peuvent rider, mais je crois que le skateboard n'est pas un sport pour les gonzesses. Mais alors, pas du tout ». Ces déclarations lui attirent les foudres des skaters (autant hommes que femmes) et créent la polémique. Il présente plus tard ses excuses.

## Palmarès

### Jeux olympiques
| Compétition                   | Lieu  | Épreuve         | Résultat                            |
| ----------------------------- | ----- | --------------- | ----------------------------------- |
| Jeux olympiques d'été de 2020 | Tokyo | Street masculin | 7e                                  |
| Jeux olympiques d'été de 2024 | Paris | Street masculin | Médaille de bronze, Jeux olympiques |

## Vidéos/Parties
Nyjah Huston a effectué plusieurs vidéos démontrant son répertoire de tricks dans les rues à travers la planète. Il accumule le nombre des vues sur chacune de ses vidéos. En 2015, il sort une vidéo nommé OMFG par l'entremise de la chaine de TrasherMagazine accumulant environ 3,8M de visionnements. En 2018, représenté par sa commandite, Nike, sa partie est lancée appelé Til' Death atteint plus de 10M de vues sur youtube. Sa partie de planche à roulettes la plus à jour se nomme Shine On (2022) , mise en ligne le 22 novembre 2022, elle obtient 770 mille vues en un mois.

### Sources
- « Nyjah Huston », Be Street,‎ 18 août 2014 (lire en ligne).
- (en) TWS, « Nyjah Huston Wins Street League Barcelona », TransWorld Skateboarding,‎ 19 mai 2013 (lire en ligne).
- (en) Blair Alley, « 14th Annual TransWorld SKATEboarding Awards Presented By New Era, Winners Announced », TransWorld Skateboarding,‎ 17 février 2012 (lire en ligne).